# Pseudoeuops viridis
Pseudoeuops viridis (Legalov, 2003) es una especie de coleóptero de la familia Attelabidae.

## Distribución geográfica
Habita en China.